# Острова Борисяка
Острова́ Борисяка́ — группа из восьми островов в архипелаге Земля Франца-Иосифа, Приморский район Архангельской области России.

## Расположение
Расположены в южной части архипелага в 900 метров к югу от южного побережья острова Мак-Клинтока.

## Описание
Представляют собой группу плотно прилегающих друг к другу островов, двух крупных (1,5 километра и 900 метров в длину) и шести совсем небольших, менее 100 метров в длину. Свободны ото льда, на южном крупном острове в северной части расположена небольшая скала высотой 41 метр. По всем островам — редкие каменистые россыпи.
Названы в честь Алексея Борисяка, советского палеонтолога и геолога.